# Giardino dei Giusti (Palermo)
Il giardino dei Giusti (ex giardino di via Alloro) è un giardino pubblico di Palermo, che fu tra gli spazi degradati del centro storico recuperato dall'amministrazione comunale negli anni 1999-2000. Il progetto curato dagli architetti Mario Li Castri e Giuseppe Prestigiacomo, fa riferimento alle xirbe dei secoli XII e XIII, piccoli giardini a carattere produttivo e ornamentale, ricavati nelle aree dismesse dell'edilizia urbana, cinti da muri all'interno di cortili. Si trova in pieno centro, e si affaccia in una via di rilevante importanza per il centro storico della città: la via Alloro.
Il giardino sorge sullo stesso terreno dove si trovavano i vecchi ruderi del settecentesco palazzo di proprietà della nobildonna Francesca Fulci, distrutto dai bombardamenti che colpirono Palermo nel maggio del 1943. L'Edificio era conosciuto anche come "Palazzo Greco".
Precedentemente, il giardino inaugurato nel mese di giugno del 2000, si chiamava come la via in cui esso si trova, cioè giardino dell'Alloro, in ricordo di un albero di alloro di eccezionale rigoglio posto nel palazzo San Gabriele prospiciente l'odierna via medesima, estinto e sradicato il 4 dicembre del 1704. 
In ricordo dell'albero estinto è stato piantumato limitrofo alla strada un bellissimo esemplare di Laurus nobilis (alloro).
Il giardino onora i Giusti siciliani che si sono distinti per aver salvato ebrei durante gli anni dell'olocausto.